# Nicaraguaspett
Nicaraguaspett (Melanerpes hoffmannii) är en fågel i familjen hackspettar inom ordningen hackspettartade fåglar.

## Utbredning och systematik
Fågeln förekommer utmed Stillahavssluttningen från södra Honduras till Nicaragua och Costa Rica. Den behandlas som monotypisk, det vill säga att den inte delas in i några underarter. 

## Status och hot
Arten har ett stort utbredningsområde och tros öka i antal. Internationella naturvårdsunionen IUCN listar den därför som livskraftig (LC). Beståndet uppskattas till i storleksordningen 50 000 till en halv miljon vuxna individer.

## Namn
Fågelns vetenskapliga artnamn hedrar Dr Carl Hoffmann (1823-1859), tysk upptäcktsresande, naturforskare och samlare verksam i Costa Rica 1854-1859. Tidigare kallades den hoffmannspett även på svenska, men justerades 2023 till ett enklare och mer informativt namn av BirdLife Sveriges taxonomikommitté.